# Cratere Brown

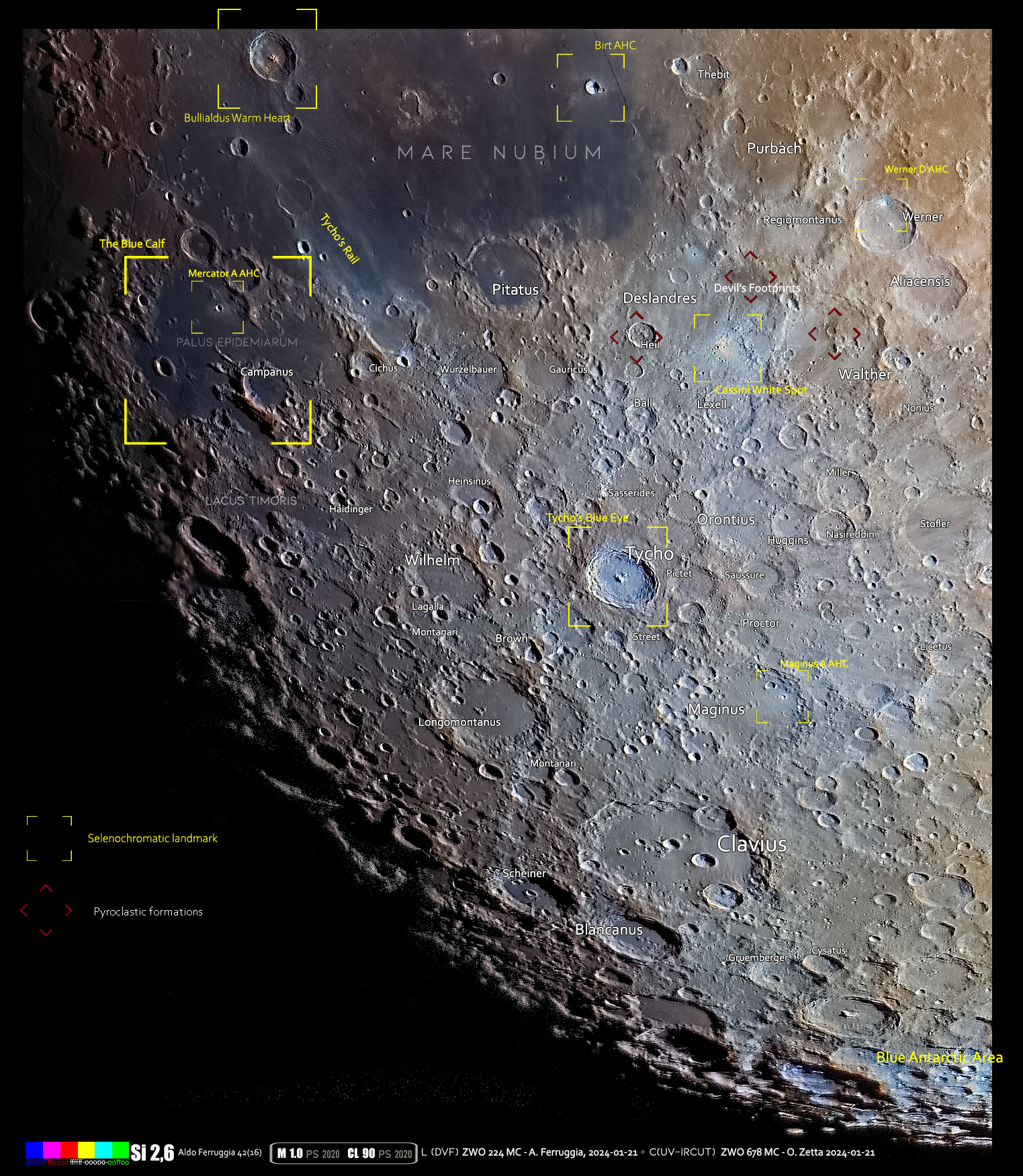
Area del cratere in formato selenocromatico

Brown è un cratere lunare di 34,03 km situato nella parte sud-occidentale della faccia visibile della Luna.
Il cratere è dedicato all'astronomo britannico Ernest William Brown.

## Crateri correlati
Alcuni crateri minori situati in prossimità di Brown sono convenzionalmente identificati, sulle mappe lunari, attraverso una lettera associata al nome.
| Brown | Coordinate            | Diametro (in km) |
| ----- | --------------------- | ---------------- |
| A     | 48°09′00″S 17°26′24″W | 15,75            |
| B     | 44°43′48″S 16°10′12″W | 11,66            |
| C     | 47°34′48″S 17°00′00″W | 12,33            |
| D     | 46°04′12″S 16°15′00″W | 19,51            |
| E     | 46°51′36″S 17°37′48″W | 23,19            |
| F     | 46°54′36″S 18°28′48″W | 5,5              |
| G     | 45°30′36″S 16°52′48″W | 4,74             |
| K     | 46°44′24″S 15°45′00″W | 14,94            |